# 東京臨海風力発電所
東京臨海風力発電所（とうきょうりんかいふうりょくはつでんしょ）は、東京都江東区海の森三丁目にある風力発電所。2003年（平成15年）3月事業開始、20年間運用の予定。愛称は「東京風ぐるま」。

## 概要
東京都が東京湾臨海部での自然エネルギーの有効性を実証する「風力発電パイロット事業」として2002年（平成14年）2月に公募を行い、同年3月に実施事業者として豊田通商とJ-POWER（電源開発）の共同グループが採用された。東京湾中央防波堤内側埋立地（現・江東区海の森三丁目）に発電出力850kWの風力発電用風車2基を建設し、20年間の風力発電事業を実施するものである。風力発電施設の建設及び運転管理については、同年6月25日に豊田通商とJ-POWERの折半出資で「株式会社ジェイウインド東京（J−WIND TOKIO）」を設立して行なわれた。2010年（平成22年）2月、豊田通商グループの風力発電事業再編に伴い、ジェイウインド東京はJ-POWER100%出資の子会社となり、2011年（平成23年）4月の風力発電事業会社8社の合併に伴い、株式会社ジェイウインドに承継されている。
2003年2月20日から3月10日まで愛称の募集が行われ、約1,500件の応募の中から「東京風ぐるま」が選ばれた。
東京臨海風力発電所には、ベスタス製のV52-850kW発電機2基が運転している。ブレード3枚、ローター直径約52m、出力1,700kW。発電した電力は全て東京電力へ売電されている。都市型の風力発電所は、横浜市風力発電所（ハマウィング）と並んで、全国でも珍しい。

## 発電所概要
- 所在地：東京都江東区青海二丁目地先「東京湾中央防波堤内側埋立地」（現・江東区海の森三丁目）
- 事業期間：運用開始（2002年度末）から20年間
- 発電所出力：1,700kW
- 風車発電機：デンマークベスタス社製 V52-850kW×2基
- 年平均風速：約5.4m/s（設備利用率約16%）
- 年間発生電力量：約250万kWh（一般家庭約800世帯分の年間消費電力量に相当）
- 総事業費：約3.3億円
- 受電会社：東京電力に全量売電

## 事業者概要
- 商号：株式会社ジェイウインド東京（英文名称：J−WIND TOKIO）
- 本店所在地：東京都中央区銀座6−15−1（電源開発内）
- 事業目的：風力エネルギーによる発電および電力販売事業等
- 資本金：1千万円（当初）
- 出資比率：電源開発50%、豊田通商50%出資（当初）
  - 2010年2月、豊田通商グループの風力発電事業再編に伴い、電源開発100%出資に変更[2]）
  - 2011年4月、風力発電事業会社8社の合併に伴い、株式会社ジェイウインドに承継（株式会社グリーンパワー瀬棚を存続会社とする吸収合併）[3]

## 沿革
- 2002年
  - 2月 - 東京都が風力発電パイロット事業を公募
  - 3月 - 実施事業者として豊田通商とJ-POWER（電源開発）の共同グループを採用
  - 6月25日 - 豊田通商とJ-POWERの折半出資で「株式会社ジェイウインド東京」を設立
  - 11月12日 - 工事着工（起工式）
- 2003年
  - 1月中旬～下旬 - 風車組立
  - 1月末～2月末 - 試運転調整
  - 2月20日～3月10日 - 愛称募集[4]
  - 3月7日 - 営業運転開始
  - 3月19日 - 竣工式。愛称を「東京風ぐるま」に決定

## 受賞・選定
- 平成15年度 東京都功労者（環境功労）
- 平成15年度 第8回「新エネ大賞」新エネルギー財団会長賞[5]
- 東京湾100選（国土交通省関東地方整備局港湾航空部主催）

## 周辺
「東京風ぐるま」が位置する江東区海の森には、海の森公園と称される大型森林公園を整備中。東京ゲートブリッジからは二基の風車が眺められる。

## 参考資料
- 特集 平成15年度第8回「省エネ大賞」紹介―潮風をちからに、東京臨海風力発電所（東京風ぐるま）、電源開発
- ―東京にも風車がやってきた―（東京臨海風力発電所見学記）